# 2 Eskadra Lotnictwa Myśliwskiego
2 Eskadra Lotnictwa Myśliwskiego "Mierzęcice" (2 elm) – eskadra 11 Pułku Lotnictwa Myśliwskiego, która w latach 1989–1999  bazowała na lotnisku w Mierzęcicach (obecnie MPL Katowice).

## Historia
W roku 1987 rozformowano 39 Pułk Lotnictwa Myśliwskiego stacjonujący dotychczas w garnizonie Mierzęcice. W ten sposób lotnisko pozostało bez jednostki bojowej i stało się nieetatową bazą wycofanych z eksploatacji statków powietrznych.
W styczniu 1989 roku na Lotnisko Mierzęcice zostaje przebazowana wydzielona z 11 Pułku Lotnictwa Myśliwskiego 2 Eskadra Lotnictwa Myśliwskiego.
Cechą, która wyróżniała 2 ELM spośród innych takich jednostek było posiadanie własnej grupy remontowej. W ten sposób skracano do minimum czas wykonania obsług bieżących, jak również usuwania niesprawności zaistniałych podczas wykonywania lotów.
Jednostka stacjonowała w Mierzęcicach do roku 1999, w którym to powróciła do 11 Pułku Lotnictwa Myśliwskiego „Strachowice”. Jednakże już w listopadzie 1999 roku 11 Pułk został rozwiązany.

## Wyposażenie
Podstawowym samolotem używanym w eskadrze był MiG-21 M/MF. Uzupełnieniem były szkolno-bojowe MiG-21 UM. Zgodnie z etatem eskadra powinna posiadać ich 16 sztuk, ale w praktyce ich liczba wahała się pomiędzy 10-15. Innym typem samolotu wykorzystywanego w jednostce był odrzutowiec szkolno-treningowy TS-11 Iskra.